# Erora nitetis
Erora nitetis is een vlinder uit de familie van de Lycaenidae. De wetenschappelijke naam van de soort werd als Thecla nitetis in 1887 gepubliceerd door Godman & Salvin.